# Йонволь
Йонво́ль (кор. 영월군?, 寧越郡?, Yeongwol-gun) — уезд в провинции Канвондо, Южная Корея.

## История
Первое известное поселение в черте уезда — посёлок Пэкволь во времена Пэкче (234-286). Затем территория перешла под контроль государства Когурё, и здесь возник район Нэсон (Нэсонхён), который позже, во времена Силла, получил статус уезда (кун). В 1167 году Йонволь получил своё современное название и статус хён (Йонвольхён) Статус уезда был получен в 1372 году. С тех пор Йонволь несколько раз менял границы и административное деление.

## География
Уезд расположен в южной части провинции Канвондо. На юге граничит с провинцией Кёнсан-Пукто, на севере — с уездами Пхёнчхан и Чонсон, на северо-западе — с уездом Хвенсон, на западе — с городом Вонджу и на востоке — с городом Тхэбэк. Ландшафт преимущественно гористый. Климат имеет более континентальные черты, чем климат остальной части Корейского полуострова. Среднегодовая температура 11 °C, среднегодовое количество осадков 1241,7 мм, причём большая часть из них выпадает летом в сезон дождей.

## Административное деление
Йонволь административно делится на 2 ып и 7 мён:
| Название     | Хангыль  | Площадь, км² | Население, чел | Внутреннее деление |
| ------------ | -------- | ------------ | -------------- | ------------------ |
| Йонворып     | 영월읍   | 172,3        | 21 754         | 11 ри              |
| Сандонып     | 상동읍   | 139,48       | 1 372          | 4 ри               |
| Кимсаткатмён | 김삿갓면 | 171,6        | 1 707          | 9 ри               |
| Наммён       | 남면     | 82,2         | 2 411          | 6 ри               |
| Пукмён       | 북면     | 111,4        | 2 373          | 6 ри               |
| Суджумён     | 수주면   | 153,3        | 1 620          | 5 ри               |
| Ханбандомён  | 한반도면 | 69,9         | 3 607          | 5 ри               |
| Чундонмён    | 중동면   | 124,8        | 1 685          | 6 ри               |
| Чучхонмён    | 주천면   | 102,6        | 4 082          | 6 ри               |

## Культура
Фестивали:
- Танджонский культурный фестиваль
- Фестиваль реки Тонган.

Музеи:
- Исторический музей Танджона (шестого вана династии Чосон)
- Культурный музей Ким Сатгата, знаменитого корейского поэта.[6]
- Музей фотографии Тонган — был открыт в 2001 году. Выставлены работы южнокорейских фотохудожников.
- Музей современного искусства — содержит более 160 скульптур из 70 стран, в основном из Франции и Италии.[7]
- Музей искусств Муксан — здесь представлены работы корейских художников, в основном последователей Ким Сатгата.
- Йонвольский энтомологический музей — представлены образцы насекомых в основном из бассейна реки Тонган.
- Музей народной живописи — планируется к открытию. Экспозиция должна включать в основном образцы корейской живописи эпохи династии Чосон.
- Географический музей — был первым частным музеем на географическую тематику в стране.
- Музей чайной культуры — содержит экспонаты, связанные с корейскими чайными церемониями разных эпох.

## Туризм и достопримечательности
Главные достопримечательности Йонволя:
- Гробница вана Танджона, шестого по счёту правителя династии Чосон. Входит в Список исторического наследия Кореи.
- Пещера Коссигуль возрастом 400 млн лет. Расположена в Хадонмёне. В окрестностях пещеры находится также водопад и озеро. Пещера входит в Список природного наследия Кореи под номером 219.[9]
- Буддийский храм Попхынса. Расположен в Суджумёне. Основан в 647 году, когда территория, на которой стоит современный Йонволь, входила в состав государства Силла. Знаменита своим павильоном Саджасан.[10]
- Йосонам (Место, где бродят волшебники) — расположено в Суджумёне, входит в Список культурного наследия провинции Канвондо под номером 74. Представляет собой небольшую долину, в которой расположены памятники древности.[11]

## Символы
Как и остальные города и уезды Южной Кореи, Йонволь имеет ряд символов:
- Птица: дятел — символизирует скромность и сдержанность.
- Дерево: сосна — символизирует терпение и силу воли.
- Цветок: королевская азалия — символизирует теплоту и радушие.
- Маскот: белка-летяга Тарами — олицетворяет природу уезда.